# Guasto d'amore
Guasto d'amore è un singolo del rapper italiano Bresh e del produttore italiano Shune, pubblicato il 27 gennaio 2023 come primo estratto dal terzo album in studio Mediterraneo.

## Descrizione
Il brano racconta la passione del rapper per la squadra calcistica del Genoa.

## Video musicale
Il video, diretto da Simone Mariano, è stato pubblicato il 21 febbraio 2023 sul canale YouTube del rapper.

## Tracce
1. Guasto d'amore – 3:20

## Classifiche

### Classifiche settimanali
| Classifica (2023) | Posizione massima |
| ----------------- | ----------------- |
| Italia            | 1                 |

### Classifiche di fine anno
| Classifica (2023) | Posizione |
| ----------------- | --------- |
| Italia            | 14        |
| Classifica (2024) | Posizione |
| Italia            | 97        |